# 다니에우 지 올리베이라
다니에우 지 올리베이라(Daniel de Oliveira, 1977년 6월 19일 ~ )는 브라질의 배우이다.

## 출연 작품
- 나이트메어 : 야간근무자 (2018)
- 리퀴드 트루스 (2017)
- 라스트 특공대 (2015)
- 블루 블러드 (2014)
- 보카 (2010)
- 페스타 다 메니나 모르타 (2008)